# Багрова
Багрова — деревня в Кудымкарском районе Пермского края. Входила в состав Ленинского сельского поселения. Располагается южнее от города Кудымкара. Расстояние до районного центра составляет 33 км. По данным Всероссийской переписи населения 2010 года, в деревне проживало 18 человек (12 мужчин и 6 женщин).

## История
По данным на 1 июля 1963 года, в деревне проживало 56 человек. Населённый пункт входил в состав Ленинского сельсовета.